# پتریس واسکس
پِتِریس واسکس (به لتونیایی: Pēteris Vasks) (زاده ۱۶ آوریل ۱۹۴۶) آهنگساز اهل کشور لتونی است. موسیقی او بازتاب دهنده مبارزه و کشمکش کشورش در راه آزادی و کسب استقلال است. آثار او شامل موسیقی مجلسی، آوازی، سمفونی، کنسرتو و قطعه‌هایی برای پیانو است.